# Parafia Wniebowzięcia Najświętszej Maryi Panny w Gliwicach
Rzymskokatolicka Parafia Wniebowzięcia Najświętszej Maryi Panny w Gliwicach – parafia metropolii katowickiej, diecezji gliwickiej, dekanatu Gliwice Kościoła katolickiego obrządku łacińskiego. Powstała 1 lipca 2004 poprzez wydzielenie z Parafii Podwyższenia Krzyża Świętego w Gliwicach. Kościołem parafialnym ustanowiony został, będący uprzednio kościołem rektorskim, Kościół Wniebowzięcia Najświętszej Maryi Panny w Gliwicach, znajdujący się w Gliwicach, przy ul. Kozielskiej 29.

## Proboszczowie
Źródło: strona parafii
- ks. Waldemar Niemczyk (od 01.07.2004 do 31.08.2015, wcześniej rektor kościoła od 15.08.2000 do 30.06.2004),
- ks. Jacek Rauchut (od 01.09.2015 do 31.08.2016),
- ks. Marian Błaszczok (od 01.09.2016 do 09.06.2019),
- ks. dr Robert Urbańczyk (od 10.06.2019)[3].